# Argyronympha vella
Argyronympha vella är en fjärilsart som beskrevs av Hans Fruhstorfer 1911. Argyronympha vella ingår i släktet Argyronympha och familjen praktfjärilar. Inga underarter finns listade i Catalogue of Life.